# El Zapotal (La Llave)
El Zapotal (La Llave) es una localidad del municipio de Centro ubicado en la subregión centro del estado mexicano de Tabasco.

## Geografía
La localidad de El Zapotal (La Llave) se sitúa en las coordenadas geográficas 18°05′26″N 92°51′55″O / 18.090556, -92.865278, a una elevación de 10 metros sobre el nivel del mar.

## Demografía
Según el Conteo de Población y Vivienda 2020, efectuado por el Instituto Nacional de Estadística y Geografía, la localidad de El Zapotal (La Llave) tiene 261 habitantes, de los cuales 129 son del sexo masculino y 132 del sexo femenino. Su tasa de fecundidad es de 1.95 hijos por mujer y tiene 77 viviendas particulares habitadas.
| Gráfica de evolución demográfica de El Zapotal (La Llave) entre 1980 y 2020 |
|                                                                             |
| INEGI.                                                                      |